# Fefe Dobson
Fefe Dobson, pseudonimo di Felicia Lily Dobson (Scarborough, 28 febbraio 1985), è una cantautrice canadese.
Nel 2005 il suo primo album in studio, Fefe Dobson, è stato nominato a due Juno Awords. Il suo secondo album, Sunday Love, pensato per il 20 giugno 2006, non è stato pubblicato in tale data a causa della fine del contratto con la sua casa discografica, ma l'album è stato pubblicato digitalmente il 18 dicembre 2012
Durante la stesura di Joy con il manager della sua nuova etichetta, la 21 Records, la cantante ha firmato di nuovo un contratto con la Island Records. Il suo terzo album, Joy, è stato pubblicato il 22 novembre 2010 in Canada e il 30 novembre negli Stati Uniti.

## Biografia

### Infanzia e inizi (1985-2002)

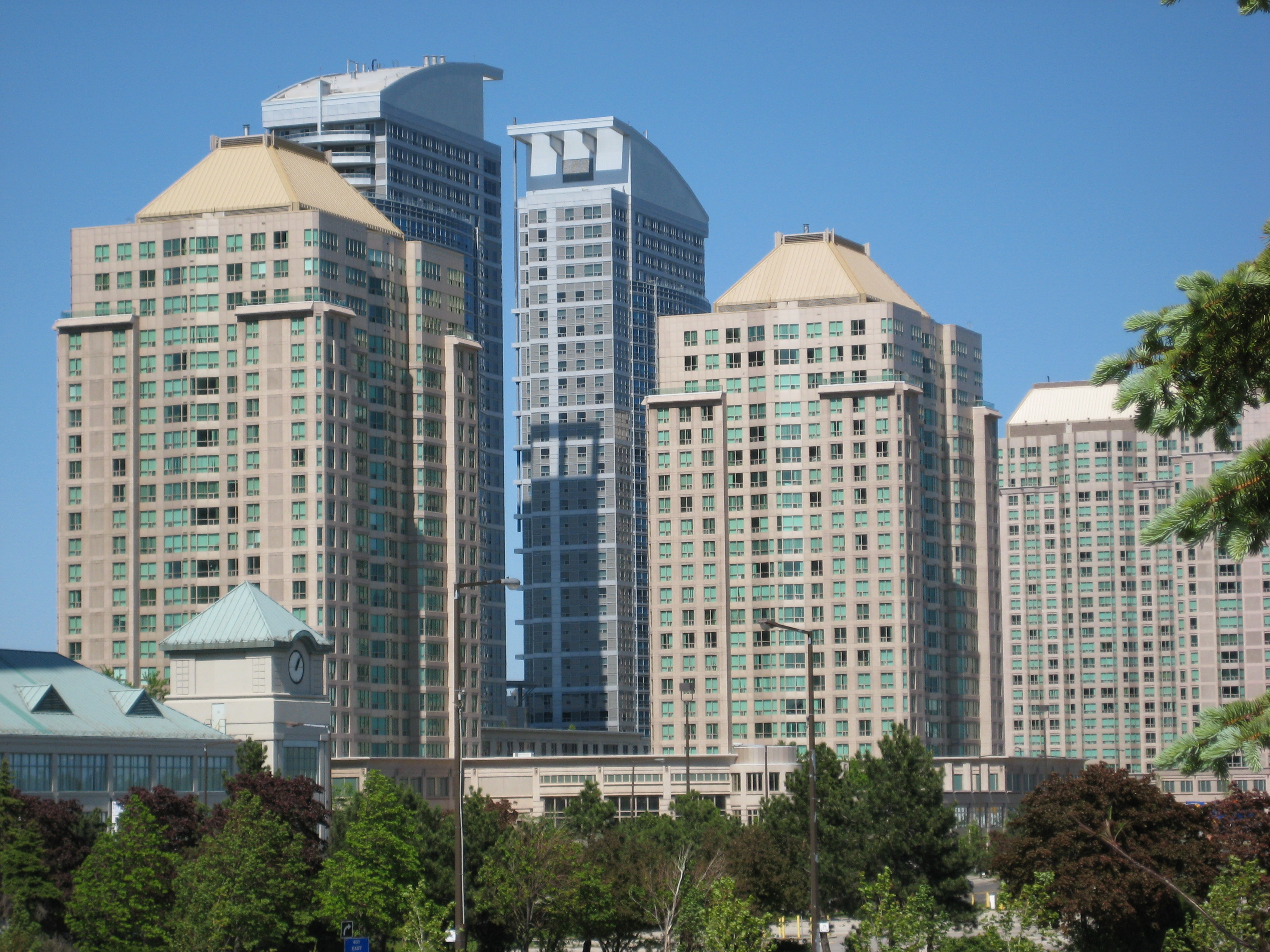
Dobson nasce a Scarborough, alla periferia di Toronto.

Fefe Dobson è nata il 28 febbraio 1985 a Scarborough, nella periferia di Toronto. La madre è di origini inglesi e francesi mentre il padre di origine giamaicane. Lei ha frequentato la Wexford Collegiate Institute. Durante l'infanzia ha preso lezioni di musica al conservatorio della città per migliorare la sua abilità.
Dobson ha iniziato a registrare demo per alcune case discografiche all'età di 11 anni. All'età di 13 anni ha iniziato a suonare il pianoforte. Dopo avere firmato il contratto discografico affermò di essere influenzata dalla musica R&B e dalla musica pop rock che compariva nelle canzoni di Brandy Norwood e Britney Spears. Fefe Dobson ha iniziato a scrivere musica all'età di 13 anni per l'etichetta Jive Records. Dopo quest'esperienza ha incontrato Jay Levine e ha fatto un contratto con il manager di Nelly Furtado Chris Smith. Smith ha organizzato per Dobson delle audizioni per diverse case discografiche. Il presidente della Universal Music Randy Lennox si interessò inizialmente a lei e convinse Lyor Cohen della Def Jam e il manager della A&R Jeff Fenster a volare per Toronto per una possibile audizione. Fefe Dobson ha eseguito per la Def Jam il brano Stupid Little Love Song e, dopo un ascolto durato 30 secondi, i rappresentanti dell'etichetta le offrirono un contratto.

### Il debutto conFefe Dobson(2003)

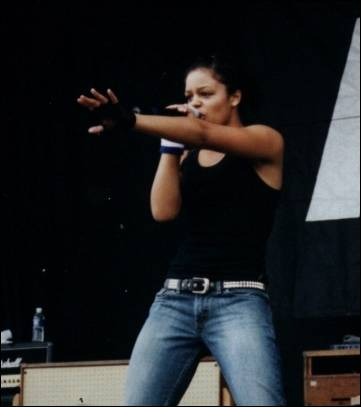
Dobson nel 2004.

Il suo album di debutto, Fefe Dobson, è stato pubblicato il 9 dicembre 2003 dalla Def Jam e, secondo la rivista Billboard, ha venduto negli Stati Uniti 307 000 copie. L'album è entrato alla prima posizione nella Billboard Heatseekers Albums Charts. Per promuovere il disco sono stati estratti quattro singoli: Bye Bye Boyfriend, Take Me Away, Everything e Don't Go (Girls and Boys). Esiste un video per ognuno di questi singoli. Due canzoni presenti nell'album, Everything e Unforgiven sono presenti nel film Perfect Score. Durante le registrazioni Fefe Dobson si ispirò alla musica di Kurt Cobain, Judy Garland, Coldplay, Jeff Buckley e The Vines. Dobson è stata inoltre influenzata da Jay Levine James Bryan McCollum, membro della band canadese dei Prozzäk. Durante il 2004 Fefe Dobson ha promosso notevolmente il suo album di debutto, cantando al Total Request Live e finendo sulle copertine dei giornali e sugli articoli. Fefe Dobson è apparsa in un episodio della fiction American Dreams, interpretando il ruolo di Tina Turner ed eseguendo la sua canzone River Deep – Mountain High. Successivamente ha aperto i concerti del tour europeo di Justin Timberlake. A luglio ha pubblicato un nuovo singolo, Don't Go (Girls and Boys). Una nuova canzone, If You Walk Away, è stata inserita nella colonna sonora del film Quando meno te lo aspetti. Dobson aiutò la Got Milk?. Dobson pubblicò la demo Truth Anthem nella compilation Much Dance 2005 CD a scopo benefico per l'organizzazione War Child. Nell'aprile 2005 Dobson fu nominata a due Juno Awards, vinti però da Avril Lavigne. Durante l'estate del 2005 tenne una conferenza sulla povertà dei bambini nel mondo.

### Sunday Love(2006-2008)

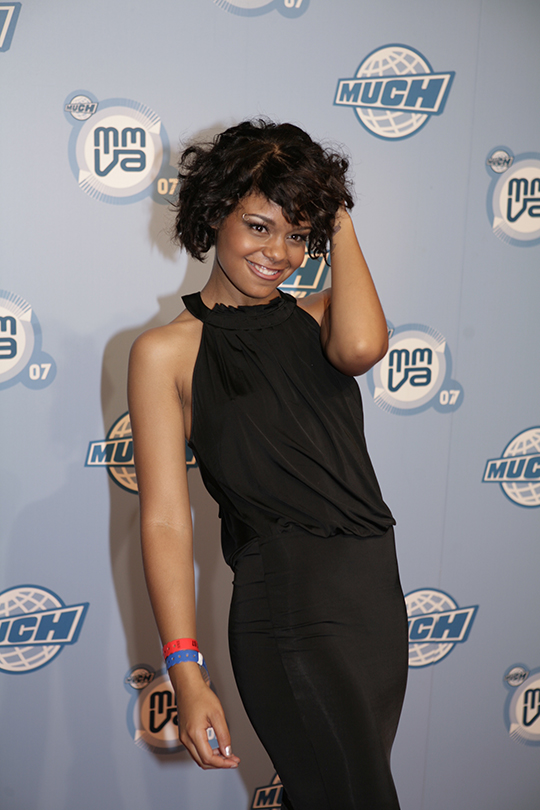
Dobson ai Much Music Video awards del 2007.

Nel 2006 Dobson ritornò nelle sale di registrazione per terminare il suo secondo album, Sunday Love. Collaborò con cantanti come Nina Gordon, Kay Hanley, John 5, Billy Steinberg, Matthew Wilder, Cyndi Lauper, Courtney Love, Joan Jett e Tim Armstrong. L'album non fu pubblicato nella data prestabilita perché la cantante terminò il contratto con la Def Jam. L'album è stato criticato positivamente dalla rivista Spin e da Vibe. Una canzone presente nell'album, Be Strong, è stata inserita nella colonna sonora del film Boygirl - Questione di... sesso.
Nel febbraio 2006 Dobson cantò O Canada al All-Star Saturday Night, parte della tappa del 2006 del NBA All-Star Weekend svoltosi a Houston. Durante l'estate del 2006 tenne diversi spettacoli negli Stati Uniti. Il primo singolo, Don't Let It Go to Your Head, viene pubblicato nel luglio 2005. Esiste un video per questa canzone. Il secondo singolo, This Is My Life, venne pubblicato nel 2006, ma non entrò in classifica. Della canzone Don't Let It Go to Your Head è stata realizzata una cover dal gruppo norvegese Lilyjets e venne estratto come singolo dal loro album di debutto, 3rd Floor. Venne inoltre registrato un video. La musica di This Is My Life venne utilizzata dal gruppo taiwanese S.H.E nella loro canzone I Love Trouble (我愛煩惱) per il loro album FM S.H.E..
Start All Over è una canzone scritta da Dobson per Miley Cyrus per l'album Hannah Montana 2: Meet Miley Cyrus e divenne un singolo.
Dopo questo lavoro, Dobson decise di registrare un nuovo album da sola. Don't Let It Go to Your Head è stata inoltre reinterpretata dai Rockett Queen per il loro album Kiss and Tell e da Jordin Sparks per l'album Battlefield. La versione della Sparks viene pubblicato come singolo nel Regno Unito il 4 gennaio 2010. La canzone As a Blondieè stata reinterpretata dai Selena Gomez & the Scene per l'album di debutto Kiss & Tell. Sunday Love è stato infine pubblicato sulle piattaforme digitali il 18 dicembre 2012.

### Joy(2009-2012)
L'11 agosto 2009 si esibì al Mercury Lounge di New York. L'11 settembre 2009 si esibì agli MTV Video Music Awards 2009 per l'evento "A concert with Fefe Dobson and Cobra Starship". Inoltre fece parte della giuria al programma Best Breakout Artist Awards. Il 13 settembre si esibì al Radio City Music Hall. Il 27 settembre 2009 cantò I Want You alla finale del programma canadese The Next Star. La canzone di Dobson fu usata per tre spot pubblicitari e per la colonna sonora del film Whip It, che vede il debutto della registra Drew Barrymore. Successivamente Dobson si esibì a Perth al One Movement Showcase Music Festival il 17 ottobre 2009, a un evento del National Breast Cancer Awareness Month e a un conterto di beneficenza al Hard Rock Cafe ad Hollywood il 22 ottobre.
Il 4 novembre si esibì a Vancouver 100 giorni prima dell'inizio dei XXI Giochi olimpici invernali. Sei canzoni della lista sono state ascoltate ma la performance non è stata completata perché Dobson ha avuto un contrattempo con i vestiti.
Dobson si esibì il 20 febbraio 2010 al Nathan Phillips Square, mandata in onda dal programma CTV durante una celebrazione delle olimpiadi. Successivamente aprì un concerto dei Barenaked Ladies. Dopo collaborò con i Young Artists for Haiti per una canzone di beneficenza, realizzando una riedizione di Wavin' Flag, pubblicata il 12 marzo. La cantante è inoltre presente nel video. Il 12 marzo cantò I Want You e Watch Me Move ai X Giochi paralimpici invernali. Il 15 marzo si esibì con River Deep – Mountain High in una cerimonia ai Rock and Roll Hall of Fame.
Il suo terzo album venne pubblicato il 22 novembre 2010 e venne promosso da tre singoli: Ghost, Stuttering e Can't Breathe. Stuttering fu eseguito dalla cantante il 10 novembre 2010.

### Firebird(2012-attualità)
Il 22 gennaio 2013 Dobson confermò di aver iniziato a lavorare per il suo nuovo album in studio, senza però confermare una possibile data di pubblicazione. Il primo singolo, Legacy è stato pubblicato il 6 agosto 2013.

## Stile ed influenze
Il primo album della cantante è in stile pop rock, ma presenta brani in stile punk. Diverse canzoni dell'album sono in formato acustico. 
Per il secondo album Fefe Dobson ha collaborato con David Lichens, Jon Levine, Howard Benson and Bob Ezrin. Per Joy, invece, Dobson viene influenzata da Kurt Cobain, Judy Garland, Coldplay, The Vines and Jeff Buckley. Le sue principali influenze, al momento del debutto, sono Michael Jackson e Judy Garland.

## Discografia
- 2003 - Fefe Dobson
- 2010 - Joy
- 2012 - Sunday Love
- Data non confermata - Firebird

## Premi e riconoscimenti
Canadian Radio Music Award
- 2004 - Nominato - Miglior singolo da solista - Fefe Dobson[68]
- 2012 - Vinto - sé stessa
- 2012 - Vinto - Canzone preferita dai fan - Stuttering
- 2012 - Vinto - Canzone dell'anno - Stuttering

CASBY Award
- 2003 - Nomination - Miglior singolo - Bye Bye Boyfriend[69]

Juno Awards
- 2005 - Nomination - Album pop dell'anno - Fefe Dobson
- 2005 - Nomination - Artista esordiente dell'anno - sé stessa

MuchMusic Video Awards
- 2004 - Vinto - Miglior video pop - Fefe Dobson[70]
- 2004 - Vinto - Canzone migliore scelta dal pubblico - Take Me Away[70]
- 2011 - Nomination - Video pop dell'anno - Ghost
- 2011 - Nomination - Video di un artista canadese - Stuttering
- 2011 - Vinto - "Ur Fave Video" - Stuttering